# Brachymeria tarsalis
Brachymeria tarsalis är en stekelart som beskrevs av Victor Ivanovitsch Motschulsky 1863. Brachymeria tarsalis ingår i släktet Brachymeria och familjen bredlårsteklar. Inga underarter finns listade.